# Nghề làm pho mát

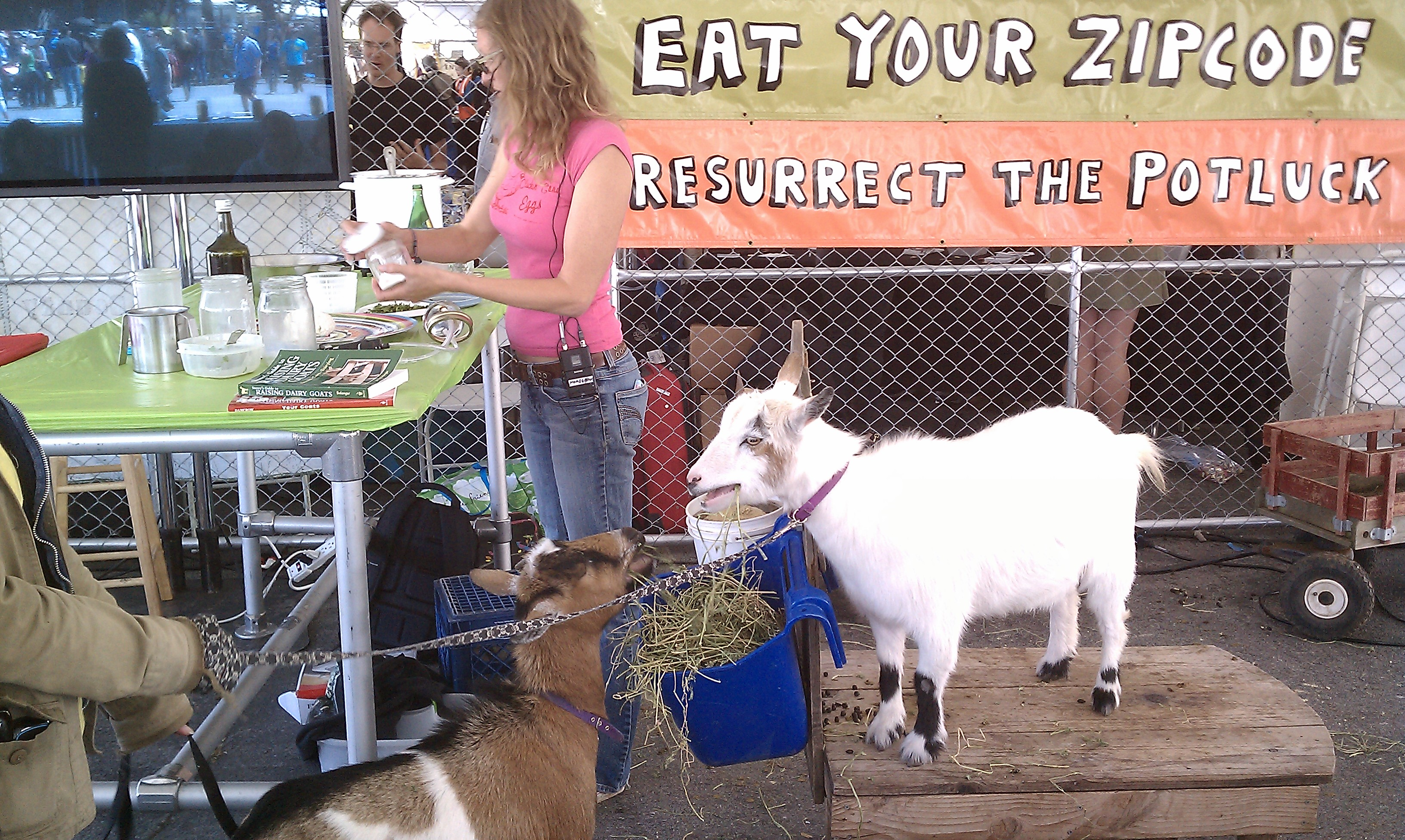
Một nghệ nhân làm pho mát từ sữa dê đang chế biến trong một xưởng

Nghề làm pho mát hay thợ làm pho mát (tiếng Anh: Cheesemaker) là một người thực hiện các công đoạn chế biến làm ra pho mát từ các sản phẩm sữa tươi. Những người chế biến pho mát điêu luyện được gọi là nghệ nhân là pho mát. Việc sản xuất pho mát, giống như nhiều quy trình bảo quản thực phẩm cho phép dinh dưỡng và giá trị kinh tế của một vật liệu thực phẩm, trong trường hợp này sữa, được bảo quản. Nó cho phép người tiêu dùng để lựa chọn (trong giới hạn nhất định) khi tiêu thụ thức ăn hơn là phải sử dụng sản phẩm sữa ngay lập tức, và nó cho phép sản phẩm được thay đổi, gia giảm nguyên liệu theo đó cung cấp giá trị dinh dưỡng cao hơn.

## Lịch sử

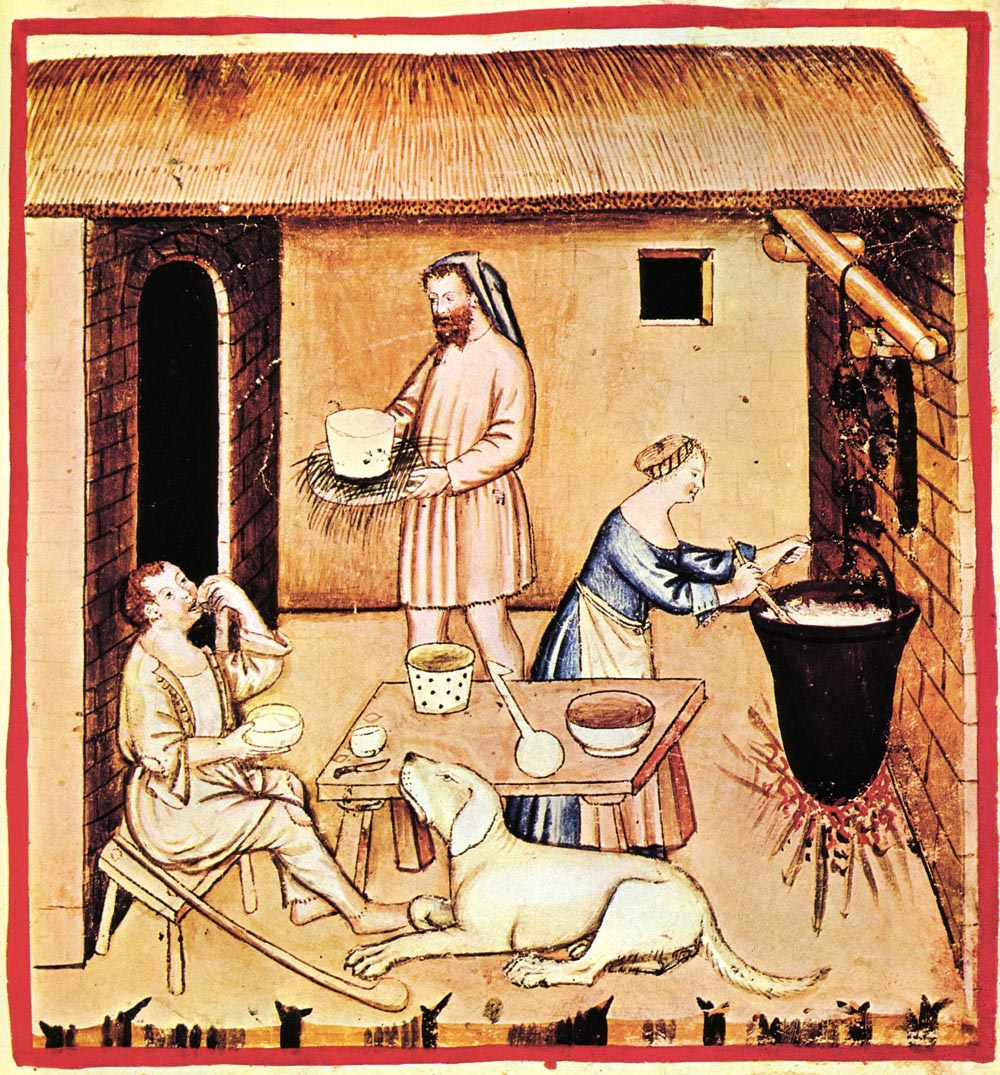
Tranh vẽ nghề làm pho-mát thời cổ

Nghề làm pho mát ít nhất đã có lịch sử 4.000 năm. Khảo cổ học đã cung cấp những bằng chứng về sự tồn tại của việc sản xuất pho mát tại các nền văn minh Ai Cập cổ đại. Nghề làm pho mát có thể bắt nguồn từ tập tục du mục, du canh du cư và từ nhu cầu lưu trữ, tích trữ sữa bò, sữa dê, sữa cừu do đặc điểm của dân du mục phải di chuyển nhiều, Sữa ban đầu được tích trữ trong dạ dày dê (ủ trong dạ dày) vì lớp lót dạ dày của họ có chứa một hỗn hợp của axit lactic, vi khuẩn tự nhiên như các chất gây phân hóa sữa và men dịch vị, sữa sẽ lên men và đông đặc.

## Công việc
Công việc của thợ làm pho mát là thực hiện việc chuyển đổi sữa thành pho mát. Sữa có thể được lấy từ một con bò, dê, cừu hoặc trâu, mặc dù trên toàn thế giới, sữa bò được sử dụng phổ biến nhất. Thợ làm pho mát thực hiện các thao tác thủ công và kỹ năng thực hành để sản xuất một sản phẩm với đặc điểm cụ thể và yêu cầu cảm quan (đông kết, mùi thơm, hương vị, kết cấu thực phẩm như độ cô đặc, độ sánh...) phù hợp. 

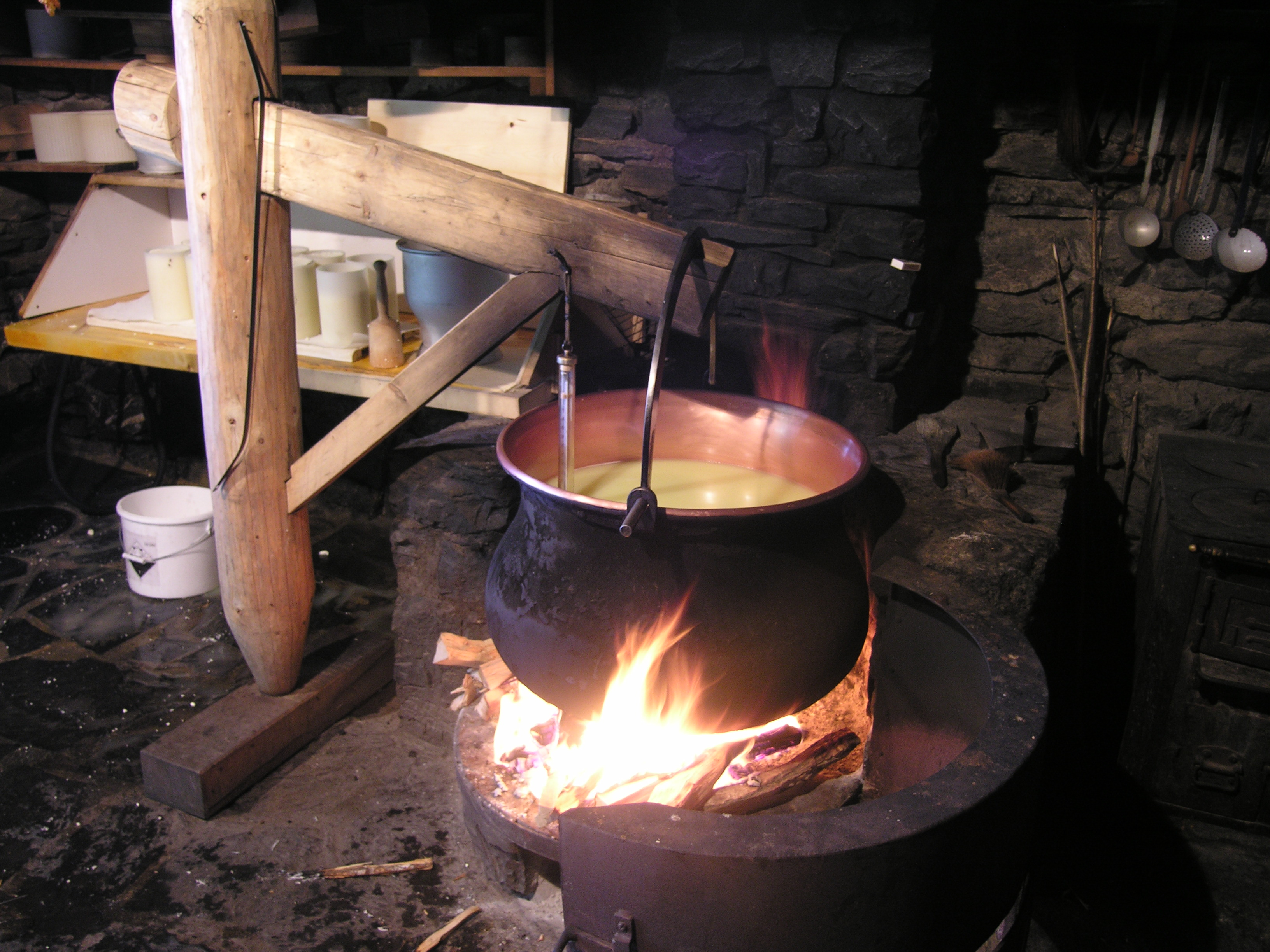
Chế biến pho mát theo phương pháp thủ công

Trong nhà máy chế biến pho mát theo kiểu công nghiệp hiện đại các yếu tố nghề của thợ làm pho mát được giữ lại đến mức độ nào đó, nhưng có nhiều khoa học hơn so với cách làm thủ công truyền thống. Điều này được thể hiện đặc biệt là trong các nhà máy sử dụng máy vi tính để hỗ trợ sản xuất. Chất lượng của sản phẩm cuối cùng có thể được biết từ trước vì theo quy trình chặt chẽ. Ngược lại, thợ làm pho mát là cá nhân có xu hướng để hoạt động trên một quy mô nhỏ hơn nhiều và bán sản phẩm "làm bằng tay", mỗi lô có thể khác nhau, chất lượng hàng hóa, sản phẩm khác nhau, lô trước có thể khác với lô sau nhưng khách hàng của họ mong đợi giống như với rượu vang và các loại trà và hầu hết các sản phẩm tự nhiên.
Để làm cho pho mát, thợ làm pho mát đem sữa tươi (tiệt trùng hoặc không) đổ vào trong thùng pho mát và giữ nhiệt độ cần thiết để thúc đẩy sự phát triển của các vi khuẩn ăn lactoza và do đó lên men lactoza thành axit lactic. Những vi khuẩn trong sữa có thể được tự nhiên, sau đó làm đông lạnh hoặc đóng băng khô. Sau khi sữa đông pho mát đã sẵn sàng, sữa pho mát phải được đem đi tiêu thụ.
Thợ làm pho mát cũng cần phải có tay nghề cao trong việc đánh giá, phân loại xếp hạng của pho mát để đánh giá chất lượng, những khuyết tật ẩn giấu và phù hợp cho phát hành từ các cửa hàng trưởng thành để bán. Làm nghệ nhân làm pho mát ở Hoa Kỳ đã trở thành phổ biến hơn trong thời gian gần đây, như một phần mở rộng của thủ công của việc sản xuất pho mát.